# Plastisches Stadtmodell

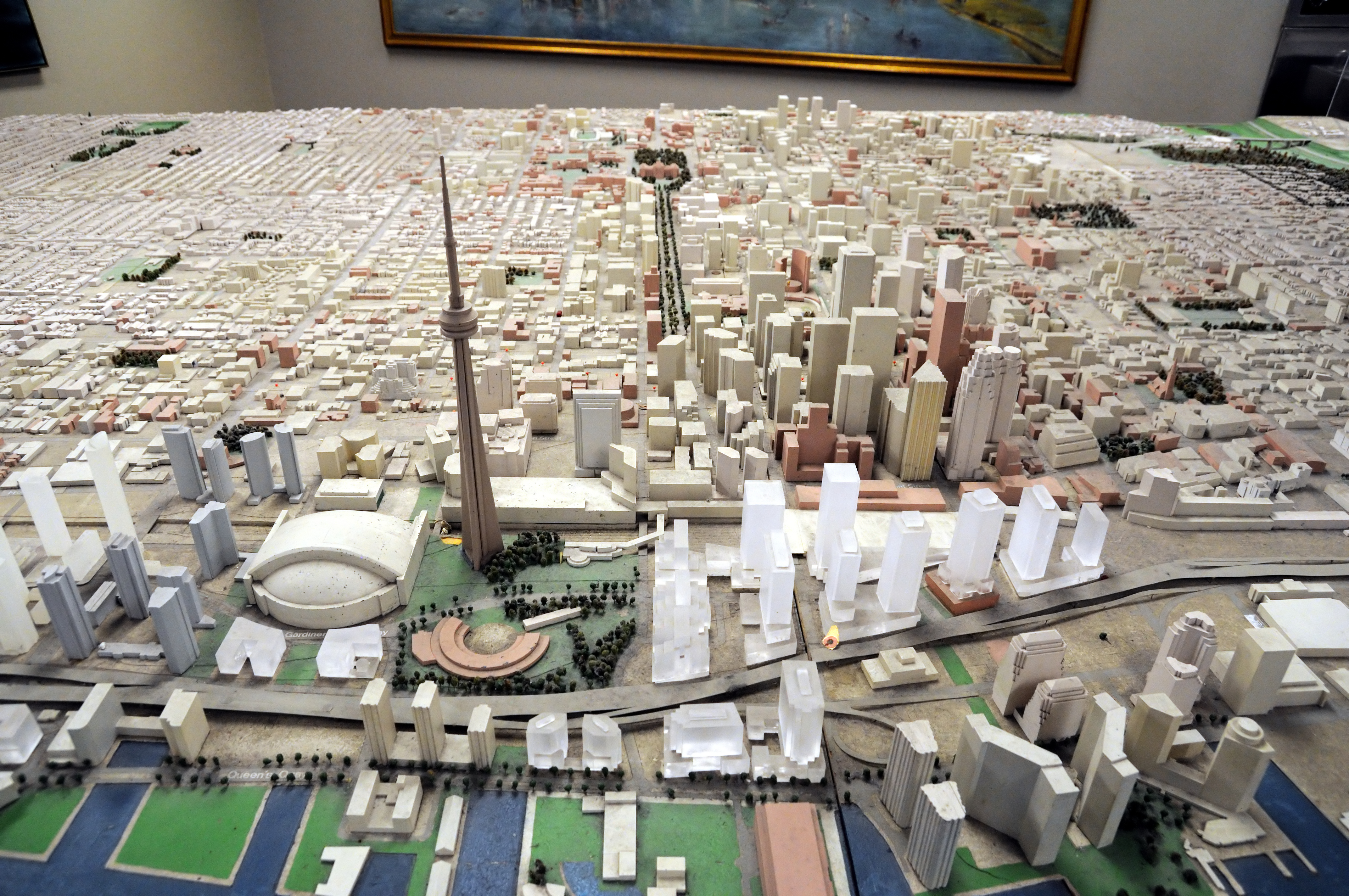
Stadtmodell von Toronto Downtown

Mit Stadtmodell werden historische und aktuelle vollplastische Stadtmodelle als verkleinerte Wiedergabe des Stadtbilds bis zu einzelnen Gebäuden bezeichnet. Es wird insbesondere von Kartografen oder Stadtplanern im Sinne von Modellbau verwendet, beispielsweise von Jakob Sandtner.
Daneben gibt es auch Stadtmodelle, die für touristische Zwecke, insbesondere für Stadtführungen, genutzt werden. Diese Modelle sind bisweilen im Freien aufgestellt und der Öffentlichkeit leicht zugänglich. Oft handelt es sich dabei um Modelle, die verdeutlichen sollen, wie die betreffende Stadt zu einem bestimmten Zeitpunkt in der Vergangenheit ausgesehen hat. Eine Sonderform bilden Stadtmodelle, die es blinden Menschen ermöglichen, die vereinfachte Wiedergabe eines Stadtbildes mit ihren Fingerkuppen zu ertasten.

## Beispiele

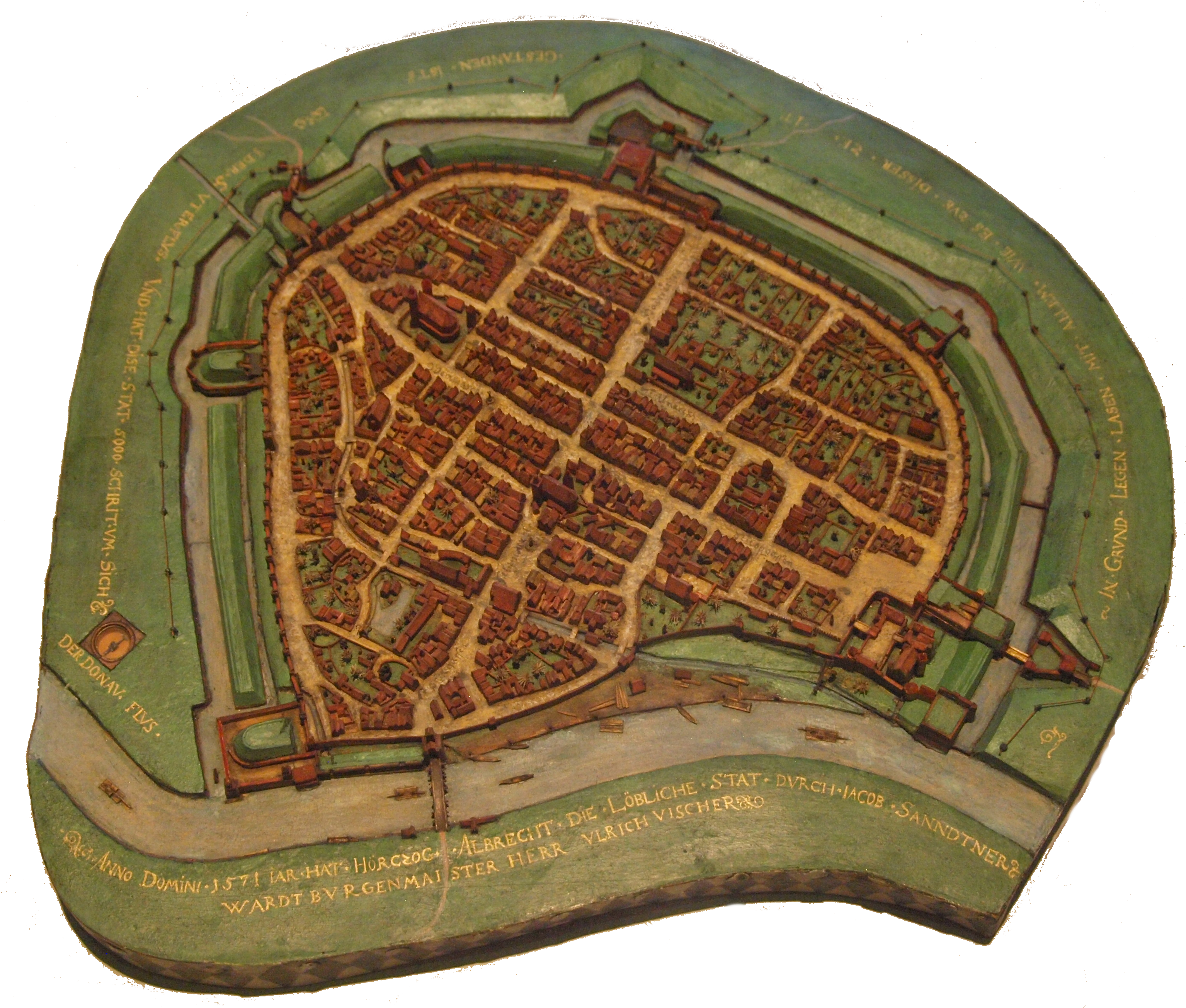
Kleines Stadtmodell von Ingolstadt von Jakob Sandtner von 1571

- Augsburg: Stadtmodell von Hans Rogel, 1560/63, im Maximilianmuseum
- Basel: zwei Stadtmodelle im Maßstab 1:1000, beide 1960 erstellt. Eines ist unverändert eingelagert. Das zweite wird seit Erstellung laufend ergänzt. Es umfasst heute 40 m2 und ist im Planungsamt des Bau- und Verkehrsdepartements öffentlich zugänglich.[1]
- Berlin: Berliner Stadtmodelle (vier), Senatsverwaltung für Stadtentwicklung und Wohnen, Dauerausstellung Lichthof (Maßstab 1:500 bis 1:2000) bzw. Raumstadt-Modell
- Braunschweig: vier Stadtmodelle der Stadt Braunschweig (9. Jahrhundert, um 1250, 1671 und 1981), Dauerausstellung des Städtischen Museums im Altstadtrathaus.[2]
- Burghausen: Jakob Sandtner, 1574, im Bayerischen Nationalmuseum München (Eine detailliertere Aufzählung zu Sandtners Schaffen steht hier)
- Frankfurt am Main:
  - Innere Altstadt, Modell der Brüder Treuner, 1926 bis 1961 (1:200)
  - Trümmermodell, 1944
- Genf, Relief Magnin von Auguste Magnin (1841–1903) der Stadt Genf/Genève (Ansicht um 1850) im Museum Tavel
- Halle (Saale): Stadtrelief (von 1952) im Halloren Schokoladenmuseum und Nachbau des Alten Rathauses (2010)
- Hannover: Rathaus – vier Stadtmodelle von 1689, 1939, 1945 und heute

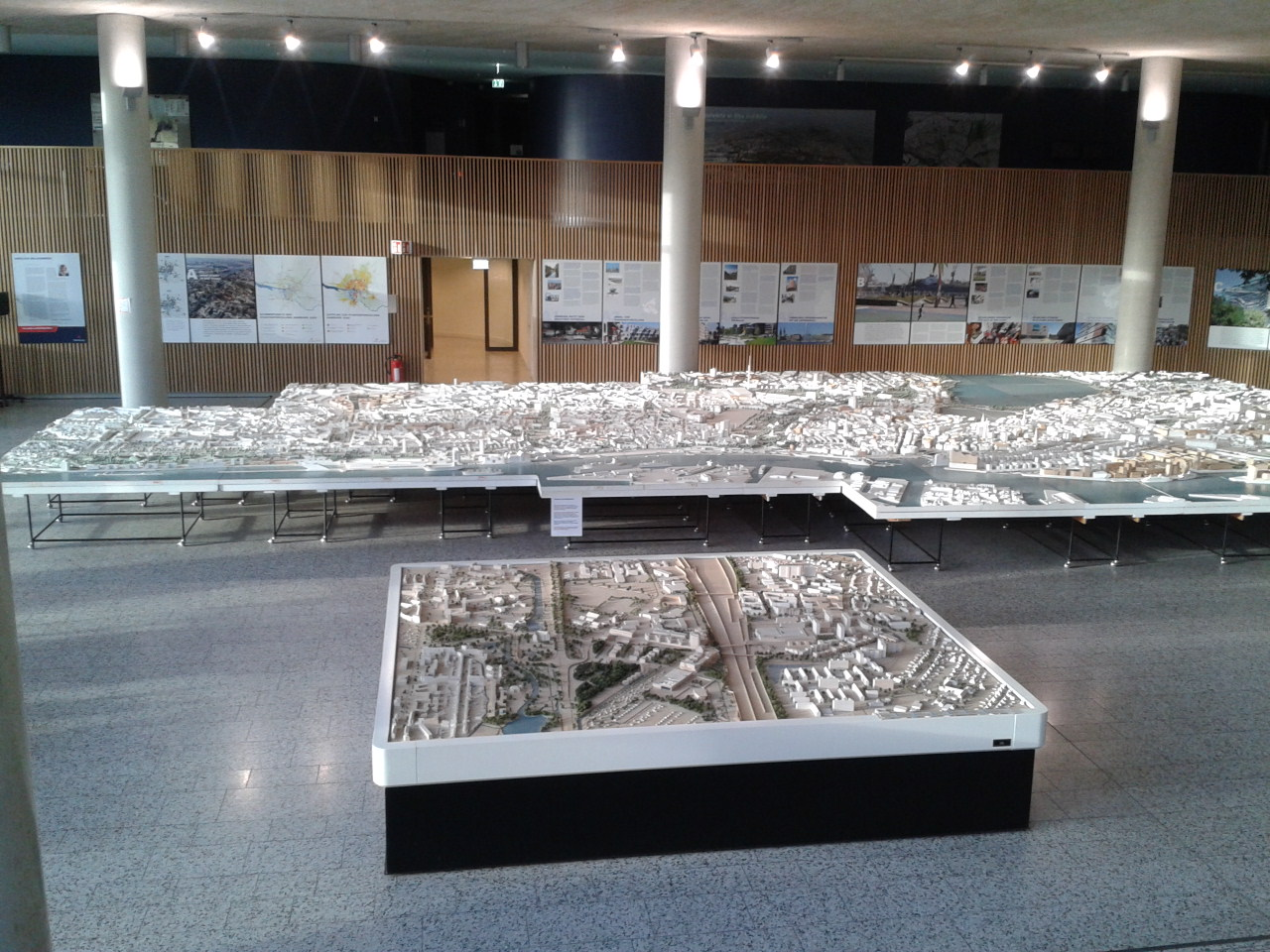
Stadtmodell Hamburg

- Hamburg: laufend ergänztes Modell in der Eingangshalle der Behörde für Stadtentwicklung und Wohnen[3]
- Ingolstadt, Jakob Sandtner, 1573
- Nachbildung Karlsruhes als Scheinanlage im Zweiten Weltkrieg
- Köln, Plastisches Stadtmodell 200 × 200 cm Colonia Agrippina von Theo Giesen (1922–1990) – Standort: „KuMuMü – Kulturmuseum Mülheim an der Ruhrstraße 3“ (nach anderen Quellen im Spanischen Bau des historischen Rathauses)[4]
- Landshut, Jakob Sandtner, 1570

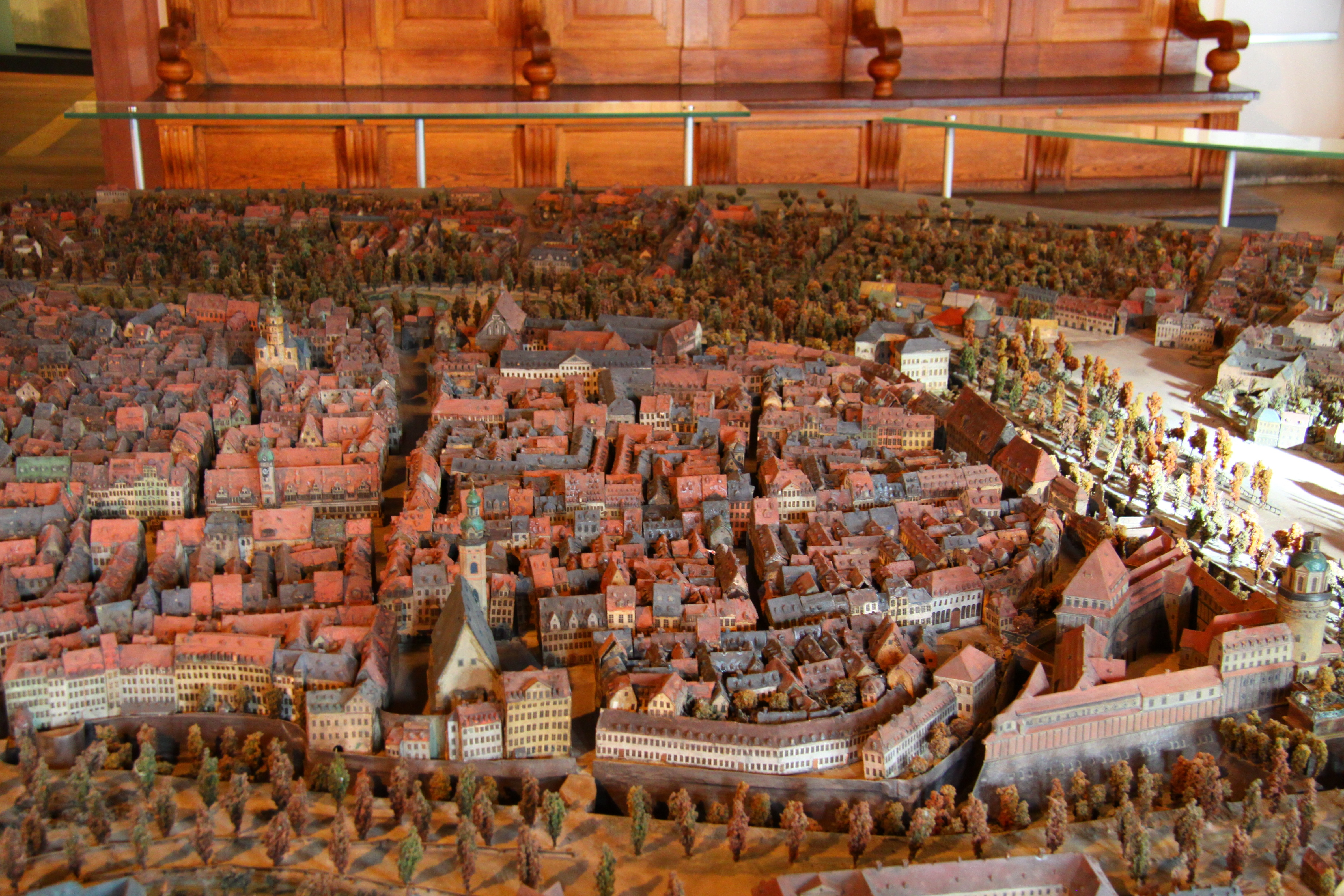
Stadtmodell Leipzig (1832)

- Leipzig, Johann Christoph Merzdorf, 1832, ausgestellt im Alten Rathaus[5]
- Modelle in Münster primär für Blinde: (Domplatz, Lamberti- und Überwasserkirchplatz)
- München: u. a.
  - Jakob Sandtner, Maßstab 1:616, um 1570, Bayerisches Nationalmuseum
  - Johann Baptist Seitz, Anselm Sickinger u. a.: 1850–1863, Birnbaum, Maßstab 1:700, Standort Bayerisches Nationalmuseum: Relief der Haupt- und Residenzstadt München
  - Deutsche Hochbildgesellschaft 1930 (Maßstab 1:2000)
  - 1938/39 (Maßstab 1:1000)
  - um 2000 (Maßstab 1:500), Referat für Stadtplanung, Standort Stadtmuseum (neues Holzmodell, wird lfd. ergänzt)
- Nürnberg, Hans Baier, 1540, gilt als das früheste in Deutschland
- Osnabrück, Stadtmodell von 1633 im Rathaus
- Riehen: Historisches Dorfmodell im Maßstab 1:300.[6]
- Wien, Wien um 1845, Sammlung Alter Musikinstrumente (des Kunsthistorischen Museums)
- Würzburg:
  - „Würzburg um 1525“; entstanden 1953 bis 1967 nach Plänen von Franz Seberich, Fürstenbaumuseum in der Festung Marienberg
  - „Würzburg nach dem 16. März 1945“; entstanden 1985 bis 1989 von Friedrich Schuller, Rathaus
  - mehrere Stadtmodelle für Blinde
- Zürich, „Zürich um 1800“, entstanden 1920 bis 1942, im Baugeschichtlichen Archiv der Stadt Zürich, Hans Langmack[7]
- Amerika:
  - New York City: 1964 – Queens Museum (zum Teil aktualisiert)
  - Toronto
- China: Stadtplanungsausstellung Peking
- Frankreich: Musée des Reliefs, Paris, eine Sammlung militärisch genutzter Modelle
- Israel: Holyland-Modell der Stadt Jerusalem im Jahr 66 n. Chr., Campus des Israel-Museums (im Maßstab 1:50)
- Rom: Plastico di Roma Antica (im Maßstab 1:250)